# PVH Corp.
PVH Corp. — американская компания, владеющая брендами Calvin Klein и Tommy Hilfiger. Под этими брендами компания разрабатывает дизайн и продаёт спортивную и повседневную одежду, джинсы, нижнее бельё, купальные костюмы, обувь, галантерею и другие товары. Штаб-квартира расположена на Мэдисон-авеню в Нью-Йорке.

## История
История компании началась в Пенсильвании в 1881 году, когда Моузес Филлипс (Moses Phillips), польский эмигрант, начал торговлю рубашками, которые шила его жена Ида. В 1887 году была зарегистрирована компания M. Phillips & Son; через 20 лет она объединилась с D. Jones & Sons, образовав Phillips-Jones Co., Inc. В 1920-х годах компания помимо рубашек начала производить мужское нижнее бельё.
К 1954 году у компании Phillips-Jones было 12 фабрик, продукция сбывалась через 6 тыс. универмагов и галантерейных магазинов. В 1957 году название было изменено на Phillips-Van Heusen по основному бренду рубашек, Van Heusen. В 1962 году было начато производство женских блуз, а также спортивной одежды. С 1960-х годов Phillips-Van Heusen начала поглощать других производителей одежды, а также сети магазинов. К 1971 году у компании было более 100 магазинов одежды, оборот превысил 253 млн долларов. В 1987 году был куплен производитель обуви G.H. Bass & Co. В 1995 году была куплена компания Crystal Brands, которой принадлежали бренды Gant, Izod и Salty Dog. К концу 1990-х годов были закрыты почти все фабрики в США (остались только в Арканзасе и Алабаме); часть продукции производили собственные фабрики в Центральной Америке, а остальное — контрактные производители в Азии. В 1999 году бренд Gant был продан шведской компании Pyramid Sportswear. В 2000 году была приобретена торговая марка рубашек Arrow.
В феврале 2003 года была куплена компания Calvin Klein, Inc. В мае 2010 года была куплена компания Tommy Hilfiger B.V. В феврале 2013 была приобретена The Warnaco Group, Inc., производившая по лицензии джинсы и другую одежду под брендом Calvin Klein. В 2021 году были проданы права на бренды Van Heusen, Izod, Arrow и Geoffrey Beene, их приобрела компания Authentic Brands Group. В ноябре 2023 года были проданы бренды женского белья Warner’s, Olga и True&Co; они стали собственностью компании Basic Resources.
В феврале 2025 года PVH Corp. властями КНР была внесена в список неблагонадёжных торговых партнёров за бойкот хлопка из Синьцзян-Уйгурского автономного района.

## Собственники и руководство
Крупнейшие акционеры по состоянию на начало 2025 года: Fidelity Management & Research Co. LLC (12,27 %), Vanguard Fiduciary Trust Co. (10,54 %), Pzena Investment Management (9,62 %), BlackRock Advisors LLC (8,78 %), DFA Australia Ltd. (5,35 %).
Руководство:
- Майкл Калберт (Michael M. Calbert) — председатель совета директоров с мая 2022 года, также председатель розничной сети Dollar General[англ.]; ранее работал в Kohlberg Kravis Roberts[10].
- Стефан Ларссон (Stefan Larsson, род. в 1974 году) — президент с 2019 года и генеральный директор с 2021 года; ранее возглавлял Ralph Lauren Corporation и компанию Old Navy[англ.].

## Деятельность
Компании принадлежат бренды Tommy Hilfiger, Tommy Jeans, Calvin Klein, CK Calvin Klein, Calvin Klein Jeans, Calvin Klein Underwear, Calvin Klein Performance, ранее принадлежали бренды Warner’s, Olga, True&Co., Van Heusen, Izod, Arrow и Geoffrey Beene, которые компания продолжает использовать по лицензии; также для некоторых категорий продукции компания приобрела лицензию на бренд Nike.
Подразделения компании по состоянию на 2023/24 финансовый год:
- Tommy Hilfiger — разработка дизайна и продажа мужской, женской и детской одежды и обуви; также лицензирование бренда другим компаниям для выпуска обуви, очков, часов, галантереи, ювелирных изделий и других товаров; 52 % выручки; общий объём продаж, включая лицензионную продукцию, составляет около 9 млрд долларов;
- Calvin Klein — разработка дизайна и продажа мужской и женской одежды, обуви и гантерейных товаров; также лицензирование бренда другим компаниям для выпуска парфюмерии, предметов интерьера, очков, часов и других товаров; 42 % выручки; общие продажи также около 9 млрд долларов;
- Heritage Brands — использование других брендов по лицензии, в частности, Nike для мужского нижнего белья и Van Heusen для рубашек; 5 % выручки.

Изготовление продукции осуществляют независимые контрактные производители; в общей сложности этим заняты более 1 тыс. фабрик в 40 странах мира, в основном в Азии.
Основными лицензиатами компании по состоянию на 2024 год были: Coty (парфюмерия); G-III Apparel Group (одежда, сумки); F&T Apparel и KHQ Investment (детская одежда в США и Канаде); Hollander Sleep Products (постельные принадлежности); MBF Holdings (обувь в США и Канаде); Marchon Eyewear и Safilo (очки); Movado (часы и ювелирные изделия); Peerless Clothing International (мужская одежда в Северной Америке); American Sportswear (одежда и обувь в Латинской Америке); Handsome Corporation (одежда и другие товары в Республике Корея).
Продукция реализуется через собственную розничную сеть из 1400 торговых точек в США, Канаде, Мексике, Бразилии, странах Европы и Азиатско-Тихоокеанского региона (37 % продаж), а также продаётся оптом другим торговым сетям (49 %) и через интернет (9 %). Выручка за 2023/24 финансовый год составила 9,22 млрд долларов, её распределение по регионам: США — 29 %, Канада — 4 %, Европа — 48 %, Азиатско-Тихоокеанский регион — 18 %, другие регионы — 1 %.
В списке крупнейших публичных компаний мира Forbes Global 2000 за 2024 год PVH заняла 1871-е место.
Крупнейшими конкурентами PVH на американском розничном рынке готовой одежды, обуви и аксессуаров являются компании Nike (Орегон), Gap (Калифорния), VF Corporation (Денвер), Tapestry (Нью-Йорк), Ralph Lauren Corporation (Нью-Йорк), Under Armour (Балтимор), Deckers Outdoor Corporation (Калифорния) и Columbia Sportswear (Орегон).